# Malá Čausa
Malá Čausa (em húngaro: Kiscsóta) é um município da Eslováquia, situado no distrito de Prievidza, na região de Trenčín. Tem 15,35 km² de área e sua população em 2018 foi estimada em 687 habitantes.

## Demografia
| Ano:        | 1994 | 2004   | 2014   | 2024   |
| ----------- | ---- | ------ | ------ | ------ |
| Broj ljudi: | 628  | 621    | 680    | 706    |
| Razlika:    |      | -1,11% | +9,50% | +3,82% |

| Ano:               | 2023 | 2024   |
| ------------------ | ---- | ------ |
| Número de pessoas: | 705  | 706    |
| Diferença:         |      | +0,14% |